# Chambeire
Chambeire ist eine französische Gemeinde mit 413 Einwohnern (Stand 1. Januar 2022) im Département Côte-d’Or in der Region Bourgogne-Franche-Comté. Sie gehört zum Arrondissement Dijon und zum Kanton Genlis.
Umgeben wird die Gemeinde von Remilly-sur-Tille im Norden, von Longchamp im Osten, von Labergement-Foigney im Süden und von Cessey-sur-Tille im Westen.

## Weblinks

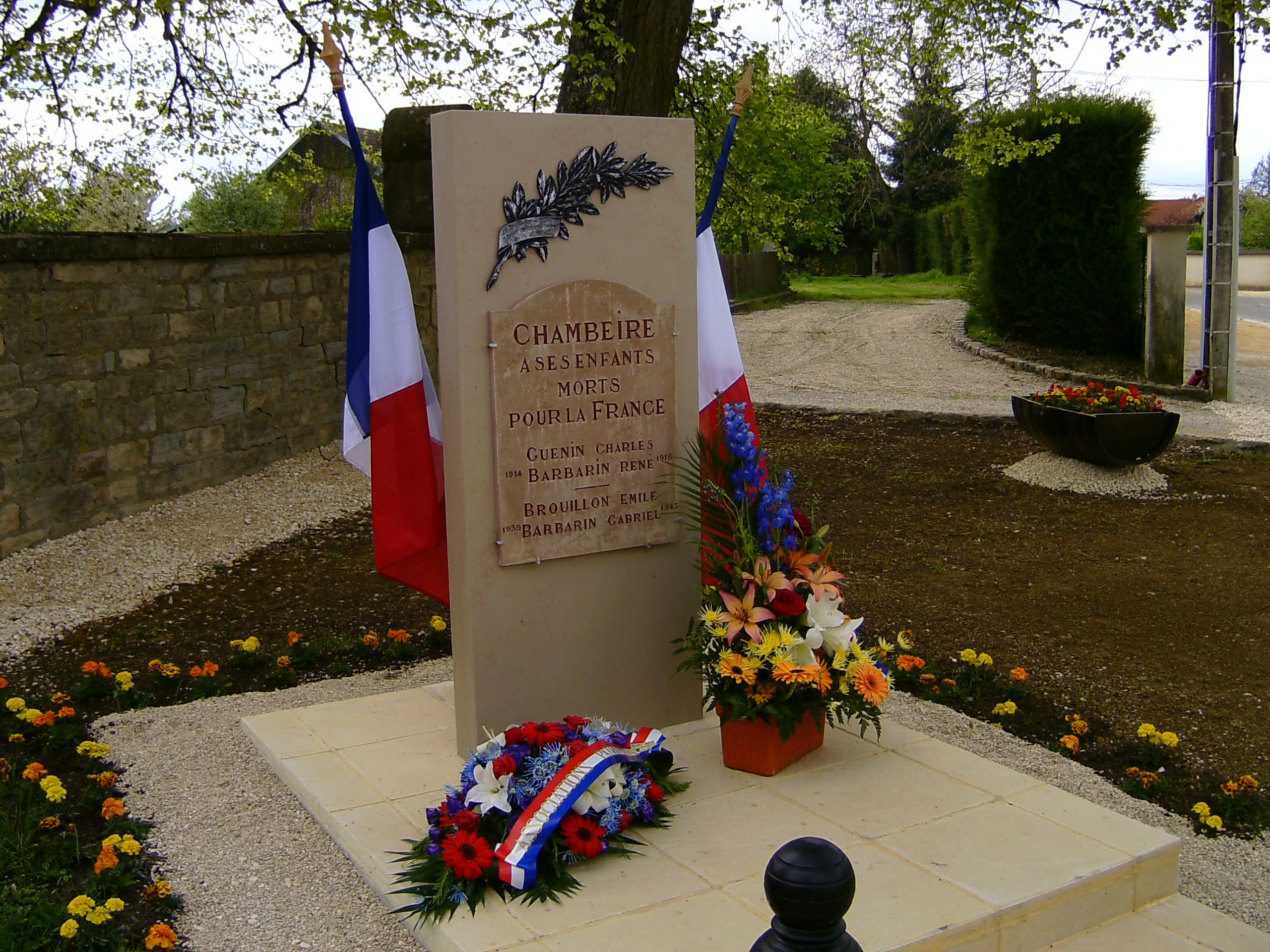
Gefallenendenkmal in Chambeire

## Bevölkerungsentwicklung
| Jahr                       | 1962 | 1968 | 1975 | 1982 | 1990 | 1999 | 2012 | 2019 |
| Einwohner                  | 139  | 143  | 134  | 205  | 225  | 233  | 362  | 392  |
| Quellen: Cassini und INSEE |      |      |      |      |      |      |      |      |